# 산호세치난테키야

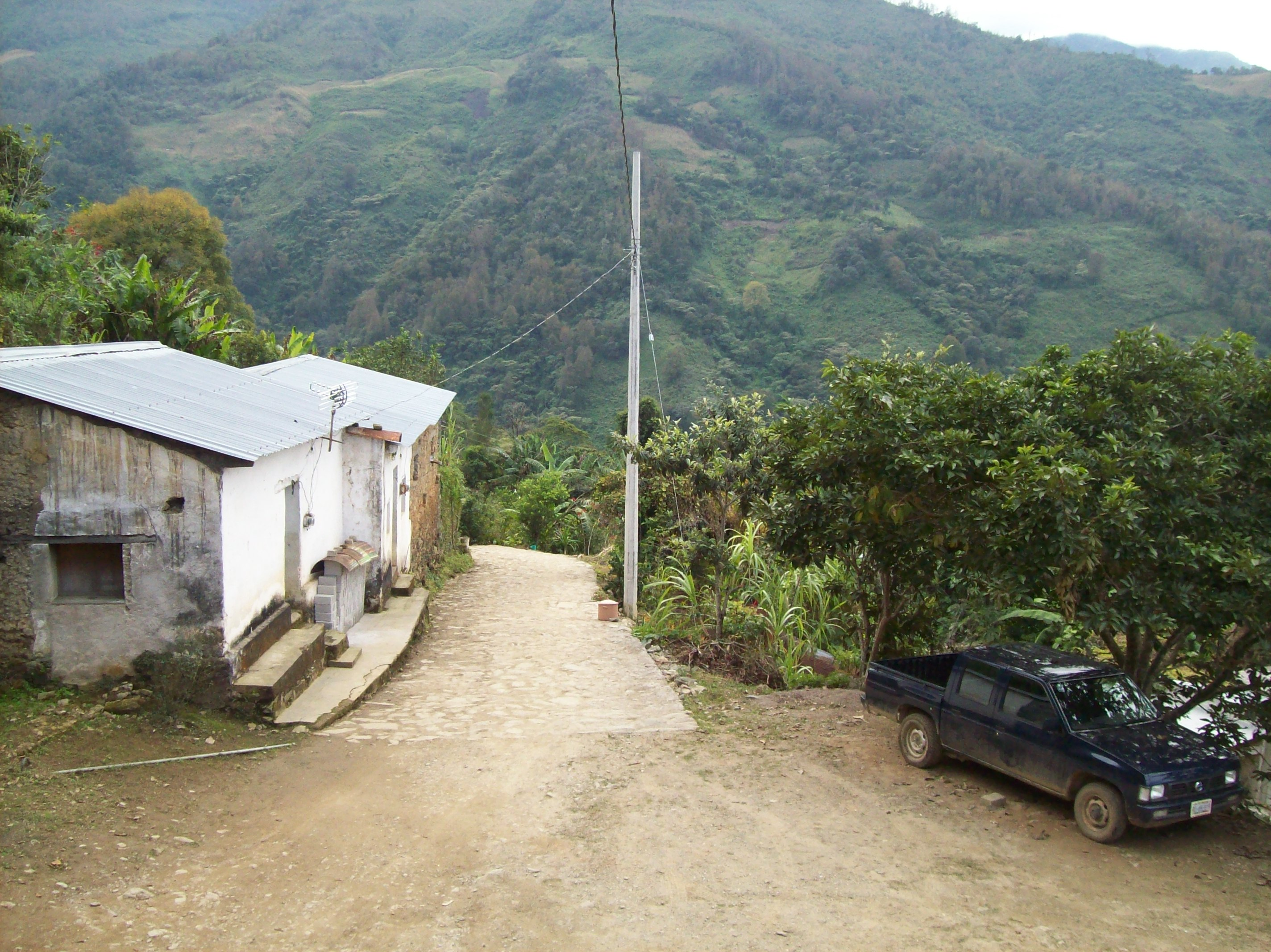
산호세치난테키야

산호세치난테키야(스페인어: San Jose Chinantequilla)는 멕시코 오아하카주에 위치한 도시로 인구는 507명(2010년 기준)이다. 주도 오아하카에서 약 162km 정도 떨어진 곳에 위치한다.